# 米倉明
米倉 明（よねくら あきら、1934年10月1日 - ）は、日本の法学者。東京大学法学部名誉教授。専門は民法。加藤一郎門下。弟子に道垣内弘人、角紀代恵、沖野眞已など。

## 人物
研究対象は財産法から家族法に至るまで全分野に及んでおり、それぞれで高い評価を受けているが、とりわけ担保法の権威として知られる。また、特別養子制度の創設においては、人道的見地から積極的にこれを支持し、法理論における指導的立場に立った。
また2005年には、穂積八束の有名な論文の題名「民法出デテ忠孝亡ブ」をもじった「法科大学院出デテ研究亡ブ」という言葉で法学教育のあり方に疑義を呈するなど、活発に活動を続けている。

## 略歴
愛知県名古屋市出身。1959年に東京大学法学部卒業。東大法学部在学中に国家公務員上級甲種試験（法律）に合格。大蔵省に入省し、主税局で勤務する。大蔵省での同期に斎藤次郎、土田正顕、永谷敬三らがいる。
2年目で退官し、加藤一郎を指導教官として学究生活に入る。東京大学法学部助手、北海道大学法学部助教授を経て、1975年には東京大学法学部教授に就任。以後、1995年に定年退官するまでの20年間にわたり東大で教鞭を執った。また、東大での教職と並行して日本私法学会の理事長も務めている。
1995年に東大を定年退官し、同時に名誉教授となる。定年後は早稲田大学法学部教授、早稲田大学法科大学院教授（2004年から、退職時期は不明）、愛知学院大学法科大学院教授（2005年から2011年3月まで）と私立大学で教鞭を執った。

## 著書
- 『譲渡担保の研究』（有斐閣、1976年）
- 『債権譲渡――禁止特約の第三者効』（学陽書房、1976年）
- 『民法講義 総則(1)私権，自然人，物』（有斐閣、1984年）
- 『所有権留保の研究』（新青出版、1997年）
- 『担保法の研究』（新青出版、1997年）
- 『信託法・成年後見制度の研究』（新青出版、1998年）
- 『特別養子制度の研究』（新青出版、1998年）
- 『家族法の研究』（新青出版、1999年）
- 『民法の教え方』（弘文堂、増補版、2003年）
- 『プレップ民法』（弘文堂、最新版は5版、2018年）（30年以上読まれている法学書のロングセラー）